# John McCone
John Alex McCone (ur. 4 stycznia 1902, zm. 14 lutego 1991) – amerykański polityk i biznesmen, dyrektor CIA w latach 1961–1965.